# Detroit People Mover

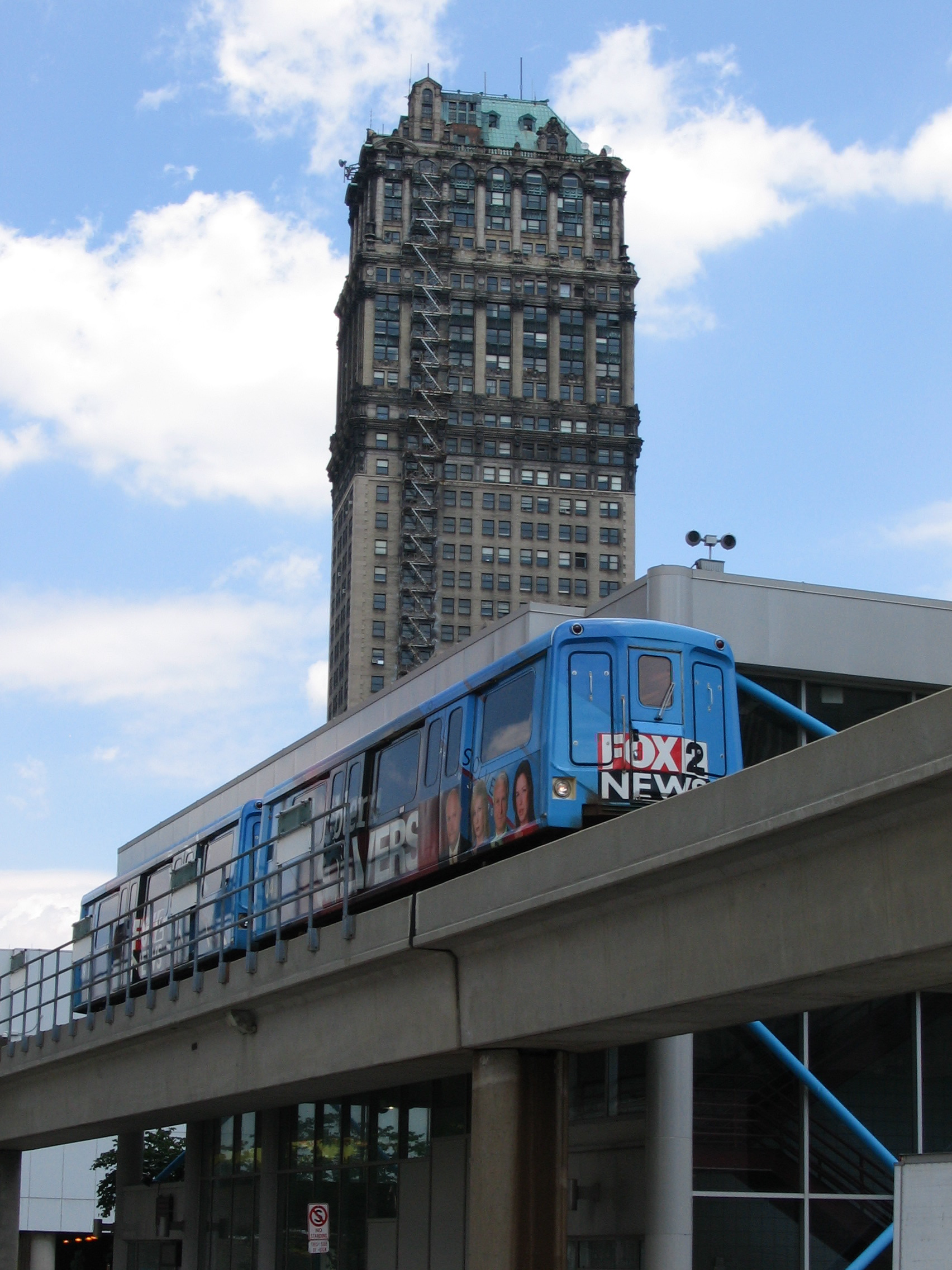
Detroit People Mover vid Times Square i Detroit

Logotyp

Detroit People Mover är en 4,7 km lång automatiserad kollektivtrafikhögbana (people mover-system) i Detroits innerstad i USA. Den öppnade för trafik 1987 och har 13 stationer. Detroit People Mover använder samma teknik som SkyTrain i Vancouver och  Line 3 Scarborough i Toronto.
Detroit People Movers historia går tillbaka till den amerikanska kongressens bildande av Urban Mass Transportation Administration (UMTA) 1966. UMTA hade till uppgift att utveckla nya kollektivtrafiksystem i USA:s storstäder. UMTA kunde inte uppnå större resultat och 1975 beslöts därför att utveckla DPM-systemet (Downtown People Mover). UMTA rekommenderade Detroit, Miami och Baltimore att bygga sådana system. I slutändan kom Detroit och Miami att bygga ett people mover-system. Planen från början var att Detroit People Mover skulle transportera passagerare mellan innerstaden och pendeltågsstationer men detta realiserades inte. 
Vid Grand Circus Park finns sedan 2017 en station både för Detroit People Mover och spårvägen QLINE.